# Jeane Kirkpatrick
Pour les articles homonymes, voir Kirkpatrick.
Jeane Jordan Kirkpatrick, née le 19 novembre 1926 à Duncan et morte le 7 décembre 2006 à Bethesda, est une femme politique américaine, membre d'abord du Parti démocrate jusqu'en 1985 puis du Parti républicain, représentante permanente des États-Unis auprès des Nations unies de 1981 à 1985 sous la présidence de Ronald Reagan.

## Biographie

### Origine
Jeane Duane Jordan est née à Duncan, dans l'Oklahoma.
Sa scolarité s'effectue dans l'Illinois et ses études supérieures au Stephens College (en) puis à l'université Columbia, dont elle sort diplômée en 1968 d'un doctorat en science politique. Elle suit pendant une année entière la formation donnée par l'Institut d'études politiques de Paris à l'université de Paris, où elle parfait sa connaissance de la langue française.
En 1973, elle devient professeur de science politique à l'université de Georgetown.

### Premiers engagements politiques chez les socialistes
Son grand-père est l'un des fondateurs du Parti socialiste et du Parti populiste de l'Oklahoma.
En 1945, la jeune lycéenne s'engage à son tour au sein de la Ligue des jeunes socialistes d'Amérique, branche de la jeunesse du Parti socialiste américain. Elle participe alors à quelques manifestations, notamment à un rassemblement anti-franquiste.
À l'université Columbia, elle se lie avec Franz Leopold Neumann, un révisionniste marxiste.

### Une démocrate engagée
En 1970, membre du Parti démocrate, elle fait campagne pour l'ancien vice-président Hubert Humphrey, marqué à gauche du parti.
Durant le mandat de Jimmy Carter, elle commence à s'éloigner de ses idéaux de jeunesse et conteste la politique étrangère menée par le président démocrate. Selon elle, la prise en compte des « droits de l’homme » aurait affaibli certains régimes autoritaires pourtant « plus compatibles avec les intérêts américains ».

### Un symbole des démocrates reaganiens
En 1980, elle devient conseillère en politique étrangère de Ronald Reagan lors de sa campagne présidentielle.
En 1981, elle devient la seule membre du Parti démocrate de son gouvernement.

#### Ambassadrice américaine aux Nations unies (1981-1985)

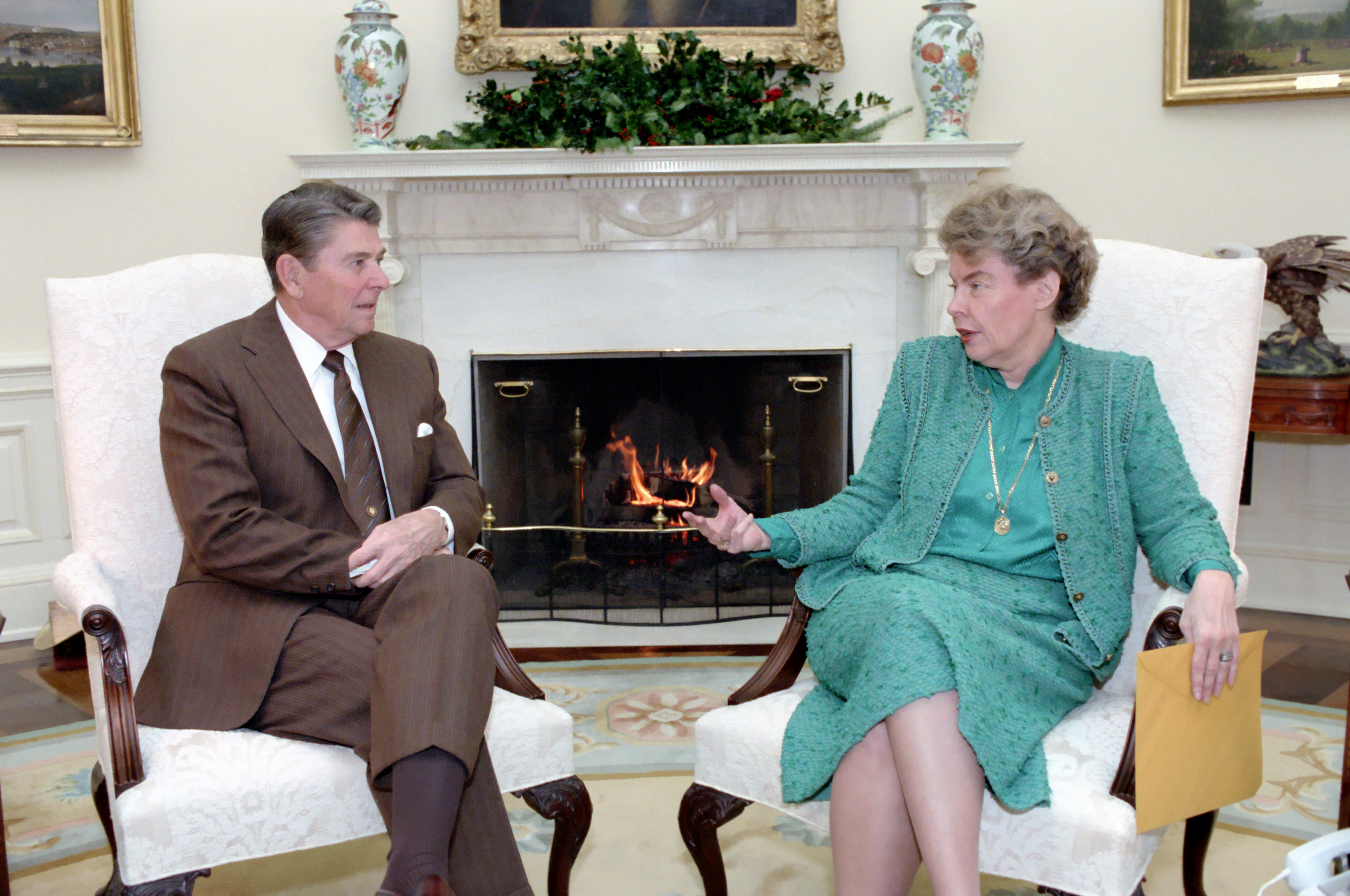
Le président Ronald Reagan et Jeane Kirkpatrick en 1984.

Viscéralement anticommuniste, elle est sous l'administration Reagan nommée ambassadrice américaine aux Nations unies, où elle développe ce qu'on appellera la « doctrine Kirkpatrick », selon laquelle les dictatures de droite, contrairement aux dictatures communistes, sont capables de s'auto-réformer au point de se transformer en démocraties libérales, ce qui se révéla faux dans plusieurs cas[Lesquels ?]. Cela amena les États-Unis à soutenir des gouvernements anticommunistes, y compris non démocratiques ou autoritaires. Ses détracteurs lui reprochèrent ainsi d'avoir facilement sympathisé en Amérique latine avec les dictatures répressives vis-à-vis des mouvements de gauche.[réf. nécessaire]
Lors de la convention républicaine de 1984, elle dénonce les reniements du Parti démocrate (dont elle est encore membre) en politique étrangère et leur soutien au multilatéralisme, rompant, selon elle, avec l'héritage laissé par Harry Truman et John F. Kennedy.
Militante des droits civiques, elle dénonce les postures de certains hommes politiques par rapport à leurs actions et assimile la déclaration universelle des droits de l'homme à la lettre au Père Noël.
Elle est membre du Committee on the Present Danger.

### Une républicaine néo-conservatrice
En 1985, elle retourne enseigner la science politique à l'université de Georgetown.
Après les attentats du 11 septembre 2001, Jeane Kirkpatrick, qui a rejoint le courant néo-conservateur, appelle le Congrès des États-Unis à déclarer la guerre contre les groupements et médias soutenant le terrorisme islamiste.